# Pacoldova vápenka
Pacoldova vápenka je bývalý průmyslový areál v Praze-Velké Chuchli v její západní části při silnici do Slivence. Je pojmenovaná po svém konstruktérovi, kterým byl profesor České techniky v Praze Jiří Pacold (1834 - 1907). Pacoldův patent umožňoval zpracovávat netříděný vápenec. Jako unikátní technická stavba je vápenka chráněna jako kulturní památka České republiky.

## Historie
Vápenka podle patentu prof. Pacolda byla ve Velké Chuchli postavena ještě před rokem 1880, kdy byla zastavena výstavba pecí tohoto druhu a dál byly stavěny už jen pece kruhové. Provoz ukončila počátkem 1. světové války, ale zásluhou obchodníka Šurana zde byla výroba obnovena roku 1935. Definitivní konec provozu nastal roku 1938 a vápenec těžený v této lokalitě zpracovávala kruhová vápenka v Hlubočepích.
Po roce 1948 přešel areál do majetku státu a začal chátrat. Roku 1966 byla vápenka prohlášena technickou památkou, ale její stav byl neutěšený. Její zdi se částečně zbortily a musela být stažena kovovými pásy. Docházelo také k vybourávání vzácné šamotové vyzdívky a zavážení odpadky.
Koncem 70. let 20. století se z rozhodnutí památkového úřadu dostala do majetku ONV Praha 5. Ten zamýšlel obnovu zdejšího provozu pro výrobu speciálních struktur, které by byly využívány k rekonstrukcím historických objektů. To však bylo zamítnuto pro exhalace z nedaleké radotínské cementárny. Další podnět pro záchranu památky podali pracovníci Sekce ochrany průmyslového dědictví z Národního technického muzea. Pod vedením ing. arch. Tomáše Šenbergra zpracovali studenti ČVUT studii na opravu a budoucí zasazení vápenky do krajiny a zároveň byly vyčleněny prostředky na její základní konzervaci.
Po roce 1989 byla vápenka vrácena v restituci a její nový majitel provedl nejnutnější opravy.

### Popis
Vápenku tvoří dvě spojené vápenické pece, které jsou dvojité. Každá z pecí má po dvou samostatných válcových šachtách, které vrcholí dvojicemi komínů. Ve třetině výšky šachet do nich ústí tři roštová topeniště, u své paty mají každá dva vybírací otvory. Vápenec pro výpal byl těžen v nedalekém lomu pod Homolkou a přepravován ruční kolejovou drahou s rozchodem 450 mm.
Do pecí byl zavážen pomocí výtahů a lávek (tyto konstrukce se nedochovaly).

### Zajímavosti
Areál byl ve 2. polovině 20. století využíván filmaři, kteří zde natáčeli komedie a detektivky, například film „Přísně tajné premiéry“ režiséra Martina Friče.